# Baiomyini
Baiomyini – plemię ssaków z podrodziny nowików (Neotominae) w obrębie rodziny chomikowatych (Cricetidae).

## Zasięg występowania
Plemię obejmuje gatunki występujące w Ameryce Północnej i Środkowej.

## Podział systematyczny
Do plemienia należą następujące rodzaje:
- Baiomys F.W. True, 1894 – bajomyszka
- Scotinomys O. Thomas, 1913 – myszośpiewak